# Porta Bohemica
Porta Bohemica este o arie protejată (sit de importanță comunitară — SCI) din Republica Cehă întinsă pe o suprafață de 6.113,3 ha, integral pe uscat.

## Localizare
Centrul sitului Porta Bohemica este situat la coordonatele 50°39′31″N 14°08′46″E / 50.658611°N 14.146111°E.

## Înființare
Situl Porta Bohemica a fost declarat sit de importanță comunitară în iulie 2016 pentru a proteja 2 specii de animale.

## Biodiversitate
Situată în ecoregiunea continentală, aria protejată conține 5 habitate naturale: Grohotișuri silicioase medio-europene, la altitudine înaltă, Pajiști carstice calcaroase sau bazofile, de Alysso-Sedion albi, Grohotișuri medio-europene calcaroase, de la nivel colinar și montan, Păduri pe pante, grohotișuri și ravene de Tilio-Acerion, Râuri cu maluri nămoloase cu vegetație de Chenopodion rubri p.p. și Bidention p.p..
La baza desemnării sitului se află mai multe specii protejate:
- mamifere (1): castor (Castor fiber)
- pești (1): somonul (Salmo salar)